# 서울 서교동 최규하 가옥
서울 서교동 최규하 가옥(서울 西橋洞 崔圭夏 家屋)은 서울특별시 마포구 서교동에 있다. 2008년 10월 10일 대한민국의 국가등록문화재 제413호로 지정되었다.

## 개요
1972년 최규하 전 대통령이 직접 건축하여 거주한 가옥으로, 1980년 신군부의 쿠데타로 대통령직을 사임한 후에 2006년 서거할 때까지 거주하던 곳이다. 생전의 검소했던 생활상과 유품들이 그대로 보존되어 있다. 지하1층 지상2층 조적조 시멘트기와지붕으로 1970년대에 유행한 복층 복열형 도시주택이다.

## 같이 보기
- 최규하

## 참고 자료
- 서울 서교동 최규하 가옥 - 국가유산청 국가유산포털